# Antisana
Antisana är en stratovulkan i norra delen av Anderna (Ecuador). Det är den fjärde högsta berget i Ecuador med sina 5 704 meter. Berget är beläget 40 km sydost om Quito, Ecuadors huvudstad. Antisana är ett av de mest svårbestigna bergen i Ecuador.
Antisanas toppområde är snötäckt och består av två käglor. Söder om Antisanas topp finns den stora kratern. Kratern är 1 800 meter lång och 1 400 meter bred, samt 1 300 meter djup. Ut ur kratern, vilket har fallit sönder på södra sidan, sträcker sig en glaciär ner till cirka 4 200 meters höjd.
Man känner hittills bara till tre utbrott av Antisana, 1590, 1728 och 1801-1802. Humboldt såg 1801 att svart rök under flera dagar steg upp ur kratern.

## Källor

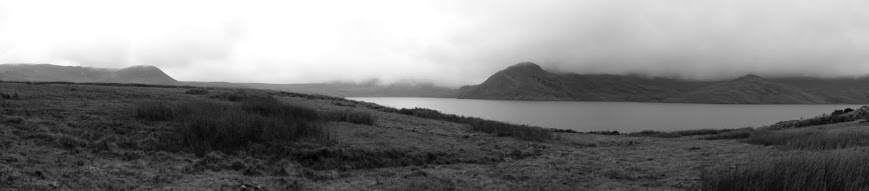
Antisana

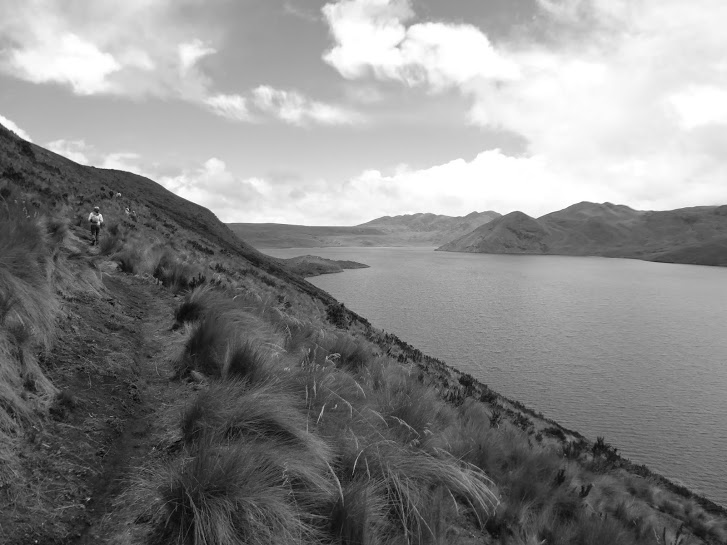
Antisana